# La major
La major este o gamă majoră bazată pe La, compusă din La, Si, Do♯, Re, Mi, Fa♯ și Sol♯. Armura sa are 3 diezi. Gama sa majoră relativă este Fa diez minor și gama sa majoră paralelă este La minor.
Gama naturală La major este:

## Acorduri de grad de scară
Acordurile gradului de gamă din La major sunt:
- Tonic – La major
- Supertonic – Si minor
- Mediant – Do♯ minor
- Subdominant – Re major
- Dominant – Mi major
- Submediant – Fa♯ minor
- Subtonic – Sol♯ diminuat

## Compoziții
Deși nu sunt la fel de rare în literatura simfonică precum tonalitățile mai ascuțite (cele care conțin mai mult de trei diezi), simfoniile în La major sunt mai puțin frecvente decât în tonalitățile cu mai puțini diezi, precum Re major sau Sol major. Simfonia nr. 7 de Beethoven, Simfonia nr. 6 de Bruckner și Simfonia nr. 4 de Mendelssohn alcătuiesc o listă aproape completă de simfonii în această tonalitate din epoca romantică. Concertul pentru clarinet și Cvintetul pentru clarinet ale lui Mozart sunt ambele în La major, alături de Concertul pentru pian nr. 23. În general, Mozart era mai predispus să folosească clarinete în La major decât în orice altă tonalitate în afară de Mi bemol major. în plus, partea culminantă a Concertului pentru vioară al lui Ceaikovski este, de asemenea, în La major.
Tonul La apare frecvent în muzica de cameră și în alte muzici pentru coarde, care favorizează tonurile ascuțite. Cvintetul de păstrăvi al lui Franz Schubert și Cvintetul cu pian nr. 2 al lui Antonín Dvořák sunt ambele în La major. Johannes Brahms, César Franck și Gabriel Fauré au scris sonate pentru vioară în La major. În legătură cu Sonata Kreutzer de Beethoven, Peter Cropper a spus că La major „este cea mai plină tonalitate sonoră pentru vioară”.
Potrivit lui Christian Friedrich Daniel Schubart, La major este o tonalitate potrivită pentru „declarații de dragoste inocentă, ... speranța de a-și revedea iubitul la despărțire; veselia tinerească și încrederea în Dumnezeu”.
Pentru lucrările orchestrale în La major, timpanele sunt de obicei reglate pe La și Mi la o cincime distanță, mai degrabă decât la o pătrime distanță, ca pentru majoritatea celorlalte tonalități. Hector Berlioz s-a plâns de obiceiul din vremea sa în care timpanele acordate la La și Mi la o cincime distanță erau notate la Do și Sol la o pătrime distanță, obicei care a supraviețuit până târziu în muzica lui Franz Berwald.